# 喪王降臨
《喪王降臨》，愛爾蘭作家向達倫的系列作品《魔域大冒險》的第一集。中文版於2005年7月出版。
繼向達倫第一部暢銷的〈向達倫大冒險〉系列結束後，推出的新奇幻冒險小說，此書為新系列的第一集，敘述一名出身中產階級家庭的普通男孩──葛柏‧葛第，目擊了父母和姊姊慘死在惡魔「喪王」的手中，卻不被人相信而被送進精神病院接受治療。直到叔叔德維許帶著「喪王」的素描出現，葛柏‧葛第才得以離開精神病院，並和「喪王」宣戰。

## 內容
故事講述一名出身中產階級家庭的男孩—葛柏‧葛第，喜好惡作劇與好打小報告的姐姐吵鬧。
但有一天，他的姐姐反常地在吵鬧後主動要求和解，並附上一份昂貴的禮物。同日晚上父親帶母親及姐姐去觀賞芭蕾舞劇，所以要把他送到親戚家寄居一晚。正當葛柏以為父母姐三人觀賞芭蕾舞劇之際，從親戚家，摸黑回家，結果發現父親的車子還在車庫裡。葛柏疑惑地入屋查看，最後發現父母親和姐姐死相悽慘地落在惡魔『喪王』兩名部下怪物手中。
葛柏逃離家後，把所見的說出，卻被認定神經失常送進精神病院接受治療，但是狀況一直不見起色。
直到有一天，葛柏的叔叔德維許帶著喪王的素描出現了，讓葛柏確認自己所見到的惡魔並非幻想。德維許告訴葛柏：要離開精神病院，唯一的做法是，承認惡魔只是自己承受重大打擊後的幻想！葛柏照做了，終于離開了精神病院。
家人死後，葛柏與德維許同住在德維許在卡雪瑞谷的大屋。葛柏在卡雪瑞谷認識了一個朋友。他還不知道，德維許大屋的秘密... ...